# Вівчарик довгодзьобий

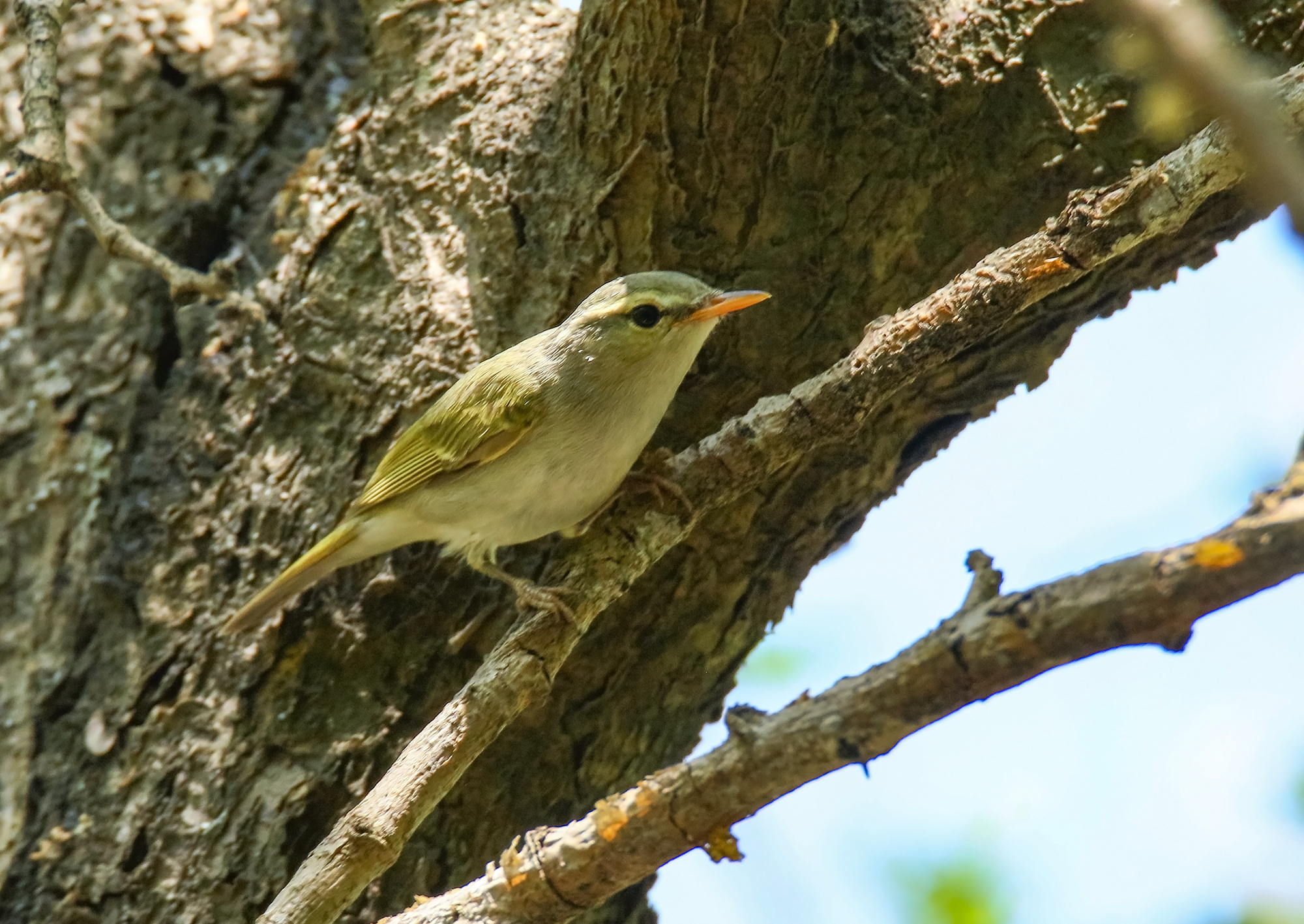
Довгодзьобий вівчарик

Вівча́рик довгодзьобий (Phylloscopus magnirostris) — вид горобцеподібних птахів родини вівчарикових (Phylloscopidae). Гніздиться в Гімалаях і горах Китаю, зимують в Південній Азії.

## Поширення і екологія
Довгодзьобі вівчарики гніздяться в Гіндукуші і Гімалаях на території Афганістану, Пакистану, Індії, Непалу, Бутану, М'янми і Китаю, а також в горах Центрального Китаю на схід від Тибетського нагір'я. Взимку вони мігрують на південь, переважно до Західних Гат на південному заході Індії, на Шрі-Ланку, а також до південної М'янми. Живуть в гірських лісах, на берегах річок і струмків, на висоті від 1800 до 3700 м над рівнем моря. Живляться дрібними комахами та їх личинками, яких шукають в кронах дерев. Сезон розмноження триває з травня по вересень. За сезон може вилупитися два виводки.